# ミュージックバンカー
株式会社ミュージックバンカー（英文社名；MUSIC BUNKER INC.）は、東京都渋谷区に本社を置く日本の芸能プロダクション。本社事務所と保有スタジオは、2014年より東京都渋谷区笹塚に所在する。「エンタテインメントを通じて、自己実現を応援する」とスローガンを示し、「次世代エンターテイナーの支援と輩出」をミッションとする企業。

## 概要
2010年に設立された、アーティスト・声優・ナレーター・タレントのマネジメントを中心に行う芸能プロダクションである。
「エンタテインメントを中心とした新たなコミュニティーの創造を目指す」という経営理念を持ち、エンターテイナーの支援と輩出を目的とした各種育成機関の運営、音楽や音声のコンテンツ制作、FMラジオ番組の制作、イベント企画、各種スクール運営、スタジオ経営などを行う。
業界の固定観念や慣習に捉われないエンタメ人材の育成輩出、またコンセプチュアルで個性的な企画制作を重視することが活動方針。社是は「ワクワク人生のコマを共に進める」。
代表取締役は音楽プロデューサーの水谷智明。元Being GroupにてDJ ME-YA名義で音楽制作を務めていた人物。

## 主な所属アーティスト
- 鯨夏タスク
- UL'GROO
- younA
- カブリオール
- 海賊タロウ
- 百恵 a.k.a Becky
- 桑代歩

## 主な所属声優・タレント
【男性】
- 井龍子
- 矢本颯真
- 林輝星
- 相沢孝博
- 照晃
- 関東亜希人
- 綾瀬渚

【女性】
- asyulan
- 辻原真由美
- 天田有紀
- 石上もも
- 名倉絢華
- 花岡茉莉
- 古澤里沙
- 朝日奈佳保里

【VTuber】
- 青樹舞
- 冰織瓜

## FMラジオ番組
- Music Bunker★α（調布FM　83.8MHｚ　毎週土曜24：00～25：00）
- Music Bunker★δ（かわさきFM　84.2MHｚ　毎週金曜22：00～23：00）
- Music Bunker★Σ（調布FM　83.8MHｚ　毎週火曜19：00～20：00）
- Music Bunker★Ζ（調布FM　83.8MHｚ　毎週木曜20：00～21：00）
- Music Bunker★Θ（かわさきFM　79.1MHｚ　毎週木曜22：00～23：00）
- Music Bunker★Λ（かわさきFM　79.1MHｚ　毎週木曜21：00～22：00）
- Music Bunker★Μ（かわさきFM　79.1MHｚ　毎週火曜22：00～23：00）
- Music Bunker★ε（調布FM　83.8MHｚ　毎週土曜　22：00～23：00）
- Music Bunker★Ω（FMサルース　84.2MHｚ　毎週金曜22：00～23：00）
- Music Bunker★Φ（FM西東京　84.2MHｚ　毎週金曜23：00～24：00）
- Future×Link Radio（FM西東京　84.2MHｚ　毎週金曜21：00～22：00）
- Future×Link Radio　ACCESS（FM西東京　84.2MHｚ　毎週日曜20：00～21：00）
- 水曜日のエキスパート（かわさきFM　79.1MHｚ　毎週水曜22：00～23：00）
- Fantastic Friday（かわさきFM　79.1MHｚ　毎週金曜21：00～22：00）
- ラジオだよ　ゆいプラホ（FMサルース　84.1MHｚ　偶数月第２日曜13：00～13：00）
- お散歩ともだち　Hearty（FMサルース　84.1MHｚ　毎月第１木曜18：00～18：30）
- Talking ★ Bunker（FMサルース　84.1MHｚ　毎月第１金曜16：00～16：30）

## 付属運営機関
- ホワイトボイス（東京／大阪）

ボイストレーニングを中心とした歌手（プロ）志望専門のボーカルスクール。
- ライト声優スクール（東京／大阪）

声優／ナレーターのための個別指導専門校。東京校と大阪校で展開。
- エスギター教室

初心者専門ギター教室。新宿から１駅、京王線の笹塚駅で開講。ロングタイム・マンツーマンレッスンが特徴。
- ブライトライト

学校公演／芸術鑑賞祭を企画するイベントプロデュース部門。ゴスペルチーム「Voice Of Soul」を中心に、所属タレントで構成された舞台や朗読ライブなどの演劇を行う活動グループ。
- スタジオ・ミュージックバンカー

笹塚の格安レンタルスタジオ・レンタルスペース。大小3つの防音室や多目的スペースを用意。